# Абстрактна алгебра
Абстрактната алгебра известна още като висша алгебра или обща алгебра е дял от математиката, изучаващ различните алгебрични структури – групи, пръстени, полета, модули, решетки, алгебри и пр., както и връзките между тях. Терминът е въведен в началото на 20 век, за да се направи разлика с елементарната алгебра и нейните методи.